# Селва Пјана-Баја д'Арђенто (Латина)
Селва Пјана-Баја д'Арђенто је насеље у Италији у округу Латина, региону Лацио.
Према процени из 2011. у насељу је живело 36 становника. Насеље се налази на надморској висини од 22 м.